# Duilio (nave da battaglia 1913)
La Duilio, frequentemente indicata anche come Caio Duilio, è stata una nave da battaglia che ha prestato servizio per oltre 40 anni, prima nella Regia Marina e successivamente nella Marina Militare italiana.
La nave con l'unità gemella Andrea Doria faceva parte della classe Duilio, nata come derivazione del tipo Conte di Cavour.
La nave, varata nel 1913 e diventata obsoleta, venne sottoposta a radicali lavori di riammodernamento tra il 1937 e il 1940 ed in questa nuova configurazione partecipò alla seconda guerra mondiale.
Al termine del conflitto entrò a far parte della Marina Militare Italiana arrivando a ricoprire il ruolo ammiraglia della flotta, compito nel quale si è avvicendata con l'Andrea Doria, prestando servizio fino al 1956.

## Costruzione
La costruzione della nave avvenne nel Cantiere navale di Castellammare di Stabia dove lo scafo venne impostato sugli scali il 24 febbraio 1912.

La nave in allestimento a Genova

Dopo il varo, avvenuto il 24 aprile 1913 lo scafo rimase all'ancora nella darsena del cantiere navale di Castellammare di Stabia, mentre a bordo venivano portati a termine i lavori di pertinenza del cantiere.
Il completamento dell'allestimento venne affidato, in base a contratto in data 9 agosto 1913, alla Gio. Ansaldo e C. che lo eseguì nelle sue "Officine Allestimento Navi" di Genova con l'applicazione delle piastre di corazzatura, la sistemazione dell'impianto elettrico e di tutti i congegni per l'esercizio, la manovra e la sicurezza della nave, oltre all'imbarco delle dotazioni fisse e dell'armamento. La stessa ditta ha anche realizzato e montato l'apparato motore delle due unità classe.
Il contratto per la fornitura e la sistemazione a bordo delle artiglierie principali venne siglato il 24 maggio 1912 con la ditta Armstrong che le realizzò nel suo stabilimento di Pozzuoli.
I lavori procedettero speditamente, tanto che la nave venne sottoposta alle prove di collaudo con tre mesi di anticipo rispetto alla data del 30 giugno 1915 prevista dalle clausole contrattuali entrando in servizio il 10 maggio 1915.

## Prima guerra mondiale
La cerimonia della consegna della bandiera di combattimento era prevista per il 28 maggio, ma essendo l'Italia entrata in guerra quattro giorni prima, la bandiera, donata da un comitato di donne romane, presieduto dal Principe Prospero Colonna sindaco di Roma, venne consegnata al comandante dell'unità in forma privata. Il cofano per la conservazione della bandiera sarebbe stato consegnato solamente il 14 aprile 1932 nel corso di una solenne cerimonia pubblica in Campidoglio.
Durante il conflitto la nave compì in tutto quattro missioni di guerra per 268 ore di moto, ed esercitazioni per 512 ore di moto, dislocata sempre a Taranto, ad eccezione del periodo tra il 29 novembre 1916 e il 21 gennaio 1917 in cui venne trasferita a Corfù.

## Attività fra le due guerre
Dopo la fine della guerra, il 10 novembre 1918, le corazzate Duilio, Doria e Giulio Cesare raggiunsero per un periodo di esercitazioni Corfù, dove la corazzata Duilio vi rimase fino al 26 gennaio 1919 mentre l'Andrea Doria vi rimase fino al successivo 19 febbraio.

La corazzara Duilio a Trieste liberata

Rientrata in Italia l'unità il 25 aprile si trasferì da Taranto a Smirne, rimanendovi fino al 9 giugno raggiungendo poi a Costantinopoli l'Andrea Doria, passando alle dipendenze della Seconda Divisione Navi da Battaglia che, dal 1º luglio 1919 assunse la denominazione di Squadra del Levante.
La permanenza di unità della Regia Marina in quelle zone fu conseguenza della vittoria delle forze dell’Intesa sugli Imperi Centrali di cui faceva parte l'Impero ottomano, che venne diviso in zone di occupazione e di influenza, con i vincitori che tendevano a stabilizzare le loro occupazioni territoriali. L'Italia aveva particolare interesse alla zona di Smirne, dove operava il corpo di spedizione italiano. L'unità fece ritorno a Smirne dove il 9 settembre venne avvicendata dal Giulio Cesare rientrando il 12 settembre a Taranto dove venne messa in riserva per essere successivamente riarmata nel giugno 1920, per essere inviata nelle acque albanesi, dove rimase a tutela degli interessi italiani, fino al settembre successivo.
La presenza di unità navali a Valona era dovuto alle clausole del Patto di Londra firmato il 26 aprile 1915 secondo le quali per l'intervento a fianco della Triplice Intesa, l'Italia a guerra finita, avrebbe dovuto avere Valona, con il suo entroterra, e l'isola di Saseno. Tuttavia nei primi mesi del 1920 con l'affermarsi in Albania di un movimento indipendentista che chiedeva l'amministrazione delle località occupate dagli italiani, la situazione si deteriorò fino a sfociare in un'aperta rivolta e a luglio il governo Giolitti, per evitare uno scontro militare fece un accordo con gli indipendentisti albanesi in base al quale all'Italia restava solamente l'isola di Saseno.
Sul finire dell'anno l'unità prese parte nel blocco di Fiume, e nel bombardamento della città, nei giorni che sarebbero passati alla storia come Natale di sangue. Nel corso del bombardamento della città si contarono diverse vittime, fra cui ventidue legionari, diciassette soldati italiani e cinque civili.
Nel 1921 il Duilio prima fu sede del Comando Navale del Dodecaneso per poi fare ritorno fino alla fine dell'anno a Costantinopoli alle dipendenze della Squadra del Levante e svolgere l'anno successivo una notevole attività addestrativa.
Nell'agosto del 1923, in seguito all'eccidio di Giannina, scoppiò con la Grecia la crisi di Corfù con l'invio delle Duilio e delle Cavour che bombardarono l'isola di Corfù. La crisi si concluse con il rientro a Taranto delle unità a settembre.
Nel 1924, in occasione della visita in Spagna del Re d’Italia, l'unità effettuò una crociera nei porti spagnoli insieme a Cavour e a Dante Alighieri.
L'unità, l'8 aprile 1925 nel corso di un'esecuzione di tiro al largo di La Spezia ebbe un'esplosione nell'elevatore munizioni della torre la centrale e la nave dopo i lavori conseguenti all'esplosione rientrò in servizio nel 1928 effettuando, fino al 1932, numerose crociere nel Levante, visitando porti greci, egiziani, turchi e del Dodecaneso. Nel 1932 venne passata in riserva a Taranto, per essere poi riarmata per esercitazioni e il 15 agosto 1933 diventare sede del Comando Forza navale di Riserva a Taranto, ruolo che ebbe fino alla fine del 1936.

## La ricostruzione
Il 19 marzo 1937 la nave lasciò Taranto per raggiungere Genova dove, il 1º aprile venne avviata ai lavori di ricostruzione che vennero svolti presso i Cantieri del Tirreno.

Il Duilio in una foto dopo la ricostruzione

Il progetto, che seguì la falsariga di quelli per la ricostruzione delle precedenti Cavour, risentì della concomitante costruzione della classe Littorio.
La nave venne modificata nella pianta dello scafo, con inserimento di una sezione aggiuntiva di 10 metri di lunghezza, nella sovrastruttura che venne concentrata a mezza nave e nell'apparato motore che venne potenziato di più del 250% oltre che nell'armamento.
Le modifiche allo scafo, all'apparato motore e a buona parte delle sovrastrutture furono le stesse delle Cavour, così come anche la ristrutturazione dell'armamento principale con l'eliminazione della torre centrale da 305, e la ri-tubazione dei rimanenti cannoni da 305mm/46 in 320mm/44, mentre l'armamento secondario fu ispirato, in buona parte, a quello delle Littorio. Così rispetto alle Cavour mancano le sei torrette binate da 120mm intorno al ridotto centrale, sostituite da 4 torri trinate concentrate ai fianchi delle torri principali di prua. Intorno al ridotto sono invece sistemati i 10 pezzi da 90/50mm antiaerei. Si può notare come questa soluzione fosse molto avveniristica, in quanto la minaccia aerea alle corazzate non era tenuta in grande considerazione negli ambienti militari dell'epoca, come sarà invece pochi anni dopo. Tuttavia l'ottimo pezzo da 90mm vedeva le sue prestazioni inficiate da un affusto non adatto, il che rese l'intuizione iniziale della minaccia un'occasione in buona parte mancata.
Decisamente interessante era la protezione subacquea, denominata Cilindri Pugliese dal nome dell'ingegnere e generale del Genio Navale che la progettò. Tale protezione, la cui efficacia rimane controversa e non è stata né confermata, né smentita, dalle vicende belliche, consisteva in due lunghi cilindri deformabili, che posti lungo la murata, all'interno di una paratia piena, avevano il compito di assorbire, disperdendola all'interno del cilindro, la forza dell'onda d'urto provocata dall'esplosione di un siluro o di una mina; le dimensioni considerevoli che raggiungeva (quasi 4 m di diametro) nella parte centrale della fiancata garantivano buona tenuta, che si riduceva drasticamente a prua e poppa, dove doveva essere obbligatoriamente ristretto.

## Seconda guerra mondiale
Rientrata in servizio il 15 luglio 1940 la nave venne inquadrata nella V Divisione Corazzate ed ebbe il suo primo impegno bellico nell'Operazione Hats.

La corazzata Duilio in riparazione dopo l'attacco di Taranto

Durante l'attacco inglese alla base di Taranto dell'11 novembre 1940 venne gravemente danneggiata.
La nave venne colpita intorno alla mezzanotte da un siluro lanciato da circa 400 metri. L'esplosione causò uno squarcio di circa 11 x 7 metri vicino al deposito munizioni prodiero. Nell'esplosione tre componenti dell'equipaggio persero la vita. Alle 4.45 del mattino del 12 novembre, la nave venne portata ad incagliare in acque basse per evitarne l'affondamento. La manovra venne svolta da Piero Calamai che si meritò una medaglia al valore militare; lo stesso che 16 anni dopo dovette abbandonare il transatlantico Andrea Doria al suo tragico destino.
Durante il periodo novembre-gennaio partecipò attivamente alla difesa contraerea della piazzaforte. La corazzata Duilio il 26 gennaio 1941 lasciò Taranto e due giorni dopo raggiunse Genova entrando in bacino il 3 febbraio e dopo essere stata sottoposta alle necessarie riparazioni, il 3 maggio 1941 rientrò a Taranto riprendendo servizio nel luglio successivo.
Dopo il rientro in servizio la nave venne utilizzata principalmente come scorta pesante dei convogli italiani diretti verso la Libia. Nel dicembre 1941, con a bordo l'ammiraglio Bergamini, partecipò alla prima battaglia della Sirte e dal 3 al 5 gennaio 1942 partecipò all'operazione M43 che aveva la finalità di far giungere contemporaneamente in Libia tre convogli, sotto la protezione diretta ed indiretta della maggior parte delle forze navali, in quella che fu l'ultima missione operativa del Giulio Cesare. Nell'occasione il "Duilio" faceva parte della scorta indiretta.
Dopo un'altra missione di scorta svolta tra il 21 e il 24 febbraio per tutto il resto del 1942 l'unità effettuò uscite in mare unicamente per esercitazioni e venne dislocata fra le basi di Taranto e Messina, mentre nel 1943 rimase ferma a Taranto, partecipando alla difesa antiaerea della base, anche in conseguenza dell'esaurimento delle scorte di nafta che dalla seconda metà del 1942 paralizzò l'attività delle maggiori unità della Regia Marina.

Immagini con la mimetizzazione di guerra
La corazzata Duilio con la mimetizzazione adottata a partire dalla primavera 1942 con schemi a due colori grigio
La corazzata Duilio con la mimetizzazione sperimentale del 1941 a doppia spina di pesce ed estremità poppiere e di prora grigio chiaro

Dopo l'armistizio dell'8 settembre 1943 raggiunse Malta consegnandosi agli alleati secondo quelle che erano le clausole armistiziali. La nave faceva parte del gruppo partito da Taranto insieme costituito dalle Duilio, dal Pompeo Magno e dal Cadorna. Il gruppo, guidato dall'ammiraglio Da Zara, venne raggiunto dal gruppo proveniente da La Spezia, il cui comando dopo il tragico affondamento della nave da battaglia Roma era stato assunto dall'ammiraglio Oliva.
Mentre le altre unità della Regia Marina che erano state internate a Malta rientrarono a Taranto i primi giorni di ottobre 1943, Duilio, Doria e Cesare rimasero nella base inglese, con equipaggio ridotto fino al giugno del 1944 con il Duilio che partì da Malta il 27 giugno giungendo a Taranto il 6 luglio, dopo una sosta di otto giorni ad Augusta. Fino alla fine della guerra l'unità svolse solamente una limitata attività addestrativa dislocata a Taranto e Augusta.
Fino all'armistizio l'unità effettuò un totale di 41 missioni di cui quattro per ricerca del nemico, sette di scorta e protezione traffico, otto per trasferimenti e ventidue per esercitazioni, percorrendo 13.127 miglia per un totale di 786 ore di moto, consumando 12.876 tonnellate di nafta e rimanendo inattiva per 235 giorni. Dopo l'armistizio effettuò dieci missioni di cui cinque per trasferimenti e cinque per esercitazioni per un totale di 2.106 miglia, con 125 ore di moto.

## Dopoguerra
Al termine della guerra entrata a far parte della Marina Militare Italiana, insieme al gemello Andrea Doria, fu una delle due navi da battaglia concesse all'Italia dalle condizioni del trattato di pace. Le due unità hanno svolto attività addestrative e di rappresentanza fino al ritiro dal servizio.

La corazzata nel dopoguerra con la colorazione della cobelligeranza

La corazzata Duilio, dislocata a Taranto, dal 1946 al 1953, è stata, dal 1º maggio 1947 al 10 novembre 1949, sede del Comando della Squadra Navale. La nave effettuò numerose uscite per esercitazioni, anche in ambito NATO, e per le crociere estive e invernali con le altre unità di squadra.
Nel 1947, nel corso di un normale ciclo di manutenzione, l'unità ricevette due apparecchiature radar di scoperta antiaerea. Le apparecchiature, che erano dei residuati di guerra di costruzione inglese di tipo “L.W.S.” erano costituite da una cabina di ascolto che inizialmente veniva usata su autocarri, sormontata da una voluminosa antenna a forma di doppia piramide unita per i vertici e trovarono sistemazione sulle plance vedette contraeree, a poppavia delle torrette telemetriche antiaeree ai lati del torrione.
La nave che al rientro da Malta era stata ritinteggiata secondo le norme in uso tra gli alleati con lo scafo grigio scuro e le sovrastrutture grigio celestino nel 1950 venne interamente ridipinta, come tutte le unità della Marina Militare, con la colorazione grigio chiara
Nel 1953 l'unità venne trasferita a La Spezia rimanendo inattiva fin quando il 15 settembre 1956 venne messa in disarmo e radiata per essere successivamente demolita tra il 1957 e il 1961.

## Nome
La nave porta il nome del console romano Duilio. Il motto della nave era Nomen numen (Il nome significa potenza).
In precedenza il nome Duilio era stato dato nella Regia Marina ad corazzata del 1876 che, ritirata dal servizio, nel 1900, passata a compiti di nave scuola per timonieri e mozzi e successivamente utilizzata come batteria di difesa costiera, venne disarmata nel 1906 e radiata nel 1909.
Successivamente il nome Duilio verrà dato ad un incrociatore lanciamissili degli anni sessanta.
Le due unità omonime che l'hanno preceduta e seguita sono state tutte costruite a Castellammare di Stabia.
Attualmente la Marina Militare ha in servizio un'altra unità con il nome Duilio ed è la prima nave con questo nome a non essere stata costruita a Castellammare di Stabia. La nave, varata a Riva Trigoso il 23 ottobre 2007, dopo aver completato l'allestimento presso il cantiere navale del Muggiano di La Spezia ha ricevuto la bandiera di combattimento a Gaeta (LT) il 22 settembre 2011 alla presenza del cpo di stato maggiore della Difesa Biagio Abrate, del capo di stato maggiore della Marina Militare Bruno Branciforte e del sindaco di Roma, città donatrice del vessillo, Gianni Alemanno.